# القراء السبعة
القرّاء السبعة هم القرّاء الأشهر الذين نُقلت عنهم قراءة القرآن الكريم حيث اختلفت قراءة الكلمات في بعض الموارد، وقد وردت في كتب علوم القرآن أسماؤهم، وهم: عبد الله بن عامر، ابن كثير المكي، عاصم بن بهدلة الكوفي، أبو عمرو البصري، حمزة الكوفي، نافع المدني والكسائي الكوفي. وهم ينتمون إلى الطبقة الثالثة من طبقات القرّاء.
وهناك ثلاثة قرّاء آخرون يتم الاعتماد عليهم أيضًا وإن كان بدرجة أقل من الاعتماد على القرّاء السبعة وهم: خلف بن هشام البزار، يعقوب بن إسحاق ويزيد بن القعقاع. ولا بد من ذكر أنه قد نُقلت قراءات أخرى بطرق متفرقة عن الأصحاب وقراءات شاذّة لم يُعتنَ بها.

## أسماء القراء
القراء السبعة هم:
- عبد الله بن كثير الداري المكي
- عبد الله بن عامر اليحصبي الشامي
- عاصم بن أبي النَّجود الأسدي الكوفي
- أبو عمرو بن العلاء البصري
- حمزة بن حبيب الزيات الكوفي
- نافع بن عبد الرحمن بن أبي نعيم المدني
- أبو الحسن علي بن حمزة الكسائي النحوي الكوفي

## هل القراءات متواترة؟

### نظرية أهل السنة
لقد اختلفت الآراء حول القراءات السبع المشهورة بين الناس، فذهب جمع من علماء أهل السنة إلى تواترها عن النبي ﷺ وربما ينسب هذا القول إلى المشهور بينهم. ونقل عن السبكي القول بتواتر القراءات العشر وأفرط بعضهم فزعم أن من قال إن القراءات السبع لا يلزم فيها التواتر فقوله كفر. ونسب هذا الرأي إلى مفتي البلاد الأندلسية أبي سعيد فرج بن لب.
ولمزيد من التفصيل يمكن مراجعة كتاب مناهل العرفان للزرقاني، فقد فصل في الجزء الأول من الصفحة 435 آراء علماء أهل السنة في تواتر القراءات.

### نظرية الشيعة
المعروف عند الشيعة أنها غير متواترة، بل القراءات بين ما هو اجتهاد من القارئ وبين ما هو منقول بخبر الواحد.
ولا بد من الإشارة إلى أنّ هناك فرق بين تواتر القراءات وتواتر القرآن؛ فتواتر القرآن أمر مُسلَّمٌ به عند جميع المسلمين ولعله السبب أيضاً الذي دفع البعض إلى القول بتواتر القراءات. والأدلة التي استعملها العلماء لإثبات تواتر القرآن لا تثبت تواتر القراءات بأيّ وجه.